# Доктор Хаус (сезон 3)
Третій сезон американського телесеріалу «Доктор Хаус» має 24 серії. Прем'єра першої серії відбулась 5 вересня 2006, останню серію показували 29 травня 2007.

## В ролях

### В головних ролях
- Г'ю Лорі — доктор Грегорі Хаус
- Ліза Едельштейн — доктор Ліза Кадді
- Омар Еппс — доктор Ерік Форман
- Роберт Шон Леонард — доктор Джеймс Вілсон
- Дженніфер Моррісон — доктор Елісон Кемерон
- Джессі Спенсер — доктор Роберт Чейз

### В другорядних ролях
- Девід Морс — детектив Майк Тріттер (7 епізодів)

## Епізоди
| №         | Назва                                             | Режисер(и)           | Сценарист (и)                                          | Вийшла в США      | Перегляд американцями (у мільйонах) | Рейтинг        |
| --------- | ------------------------------------------------- | -------------------- | ------------------------------------------------------ | ----------------- | ----------------------------------- | -------------- |
| 47 (3-01) | «Визнання» «Meaning»                              | Деран Сараф'ян       | Рассел Френд, Гарет Лернер, Лауренс Кеплоу і Девід Шор | 5 вересня 2006    | 19,55                               | 2              |
| 48 (3-02) | «Каїн і Авель» «Cane and Able»                    | Даніель Сакгейм      | Рассел Френд, Гарет Лернер, Лауренс Кеплоу і Девід Шор | 12 вересня 2006   | 15,74                               | 14             |
| 49 (3-03) | «Офіційна згода» «Informed Consent»               | Лаура Іннес          | Девід Фостер                                           | 19 вересня 2006   | 13,67                               | 21             |
| 50 (3-04) | «Лінії на піску» «Lines in the Sand»              | Нейтон Томас Сігел   | Девід Хоселтон                                         | 26 вересня 2006   | 14,52                               | 16             |
| 51 (3-05) | «Кохання всього його життя» «Fools for Love»      | Девід Плетт          | Пітер Блек                                             | 31 жовтня 2006    | 14,18                               | 18             |
| 52 (3-06) | «Будь, що буде» «Que Sera Sera»                   | Деран Сараф'ян       | Томас Л. Моран                                         | 7 листопада 2006  | 16,11                               | 13             |
| 53 (3-07) | «Син коматозника» «Son of Coma Guy»               | Ден Аттіас           | Доріс Еган                                             | 14 листопада 2006 | 14,60                               | 19             |
| 54 (3-08) | «З вогню та в полум'я» «Whac-A-Mole»              | Даніель Сакгейм      | Памела Девіс                                           | 21 листопада 2006 | 15,20                               | 11             |
| 55 (3-09) | «У пошуках Іуди» «Finding Judas»                  | Деран Сараф'ян       | Сара Гесс                                              | 28 листопада 2006 | 17,30                               | 5              |
| 56 (3-10) | «Крихітне веселе Різдво» «Merry Little Christmas» | Тону То              | Ліз Фредман                                            | 12 грудня 2006    | 11,77                               | 18             |
| 57 (3-11) | «Слова і справи» «Words and Deeds»                | Даніель Сакгейм      | Леонард Дік                                            | 9 січня 2007      | Буде оголошено                      | Буде оголошено |
| 58 (3-12) | «Один день, одна кімната» «One Day, One Room»     | Хуан Хосе Кампанелья | Девід Шор                                              | 30 січня 2007     | 27,34                               | 7              |
| 59 (3-13) | «Голка в копиці сіна» «Needle in a Haystack»      | Пітер О'Фаллон       | Девід Фостер                                           | 6 лютого 2007     | 24,88                               | 4              |
| 60 (3-14) | «Бездушність» «Insensitive»                       | Деран Сараф'ян       | Метт'ю Л. Л'юїс                                        | 13 лютого 2007    | 25,99                               | 3              |
| 61 (3-15) | «Недоумкуватий» «Half-Wit»                        | Кеті Якобс           | Лауренс Кеплоу                                         | 6 березня 2007    | 24,40                               | 4              |
| 62 (3-16) | «Абсолютно таємно» «Top Secret»                   | Деран Сараф'ян       | Томас Л. Моран                                         | 27 березня 2007   | 20,80                               | 4              |
| 63 (3-17) | «Положення плоду» «Fetal Position»                | Метт Шекмен          | Рассел Френд і Гарет Лернер                            | 3 квітня 2007     | 20,35                               | 4              |
| 64 (3-18) | «В повітрі» «Airborne»                            | Елоді Кейн           | Девід Хоселтон                                         | 10 квітня 2007    | 21,57                               | 4              |
| 65 (3-19) | «Поводься по-дорослому» «Act Your Age»            | Даніель Сакгейм      | Сара Гесс                                              | 17 квітня 2007    | 22,41                               | 3              |
| 66 (3-20) | «Навчання Хауса» «House Training»                 | Пол МакКрейн         | Доріс Еган                                             | 24 квітня 2007    | 20,81                               | 3              |
| 67 (3-21) | «Сім'я» «Family»                                  | Девід Страйтон       | Ліз Фредман                                            | 1 травня 2007     | 21,13                               | 4              |
| 68 (3-22) | «Звільнення» «Resignation»                        | Марта Мітчелл        | Памела Девіс                                           | 8 травня 2007     | 21,36                               | 3              |
| 69 (3-23) | «Шмаркач» «The Jerk»                              | Даніель Сакгейм      | Леонард Дік                                            | 15 травня 2007    | 21,19                               | 4              |
| 70 (3-24) | «Людська помилка» «Human Error»                   | Кеті Якобс           | Томас Л. Моран і Лауренс Кеплоу                        | 29 травня 2007    | 17,23                               | 1              |